# Rod Cless
Rod Cless (* 20. Mai 1907 in Iowa als George Roderick Cless; † 8. Dezember 1944) war ein US-amerikanischer Dixieland-Jazz-Musiker (Saxophon, Klarinette).

## Karriere
Cless begann seine Karriere in College-Bands wie den Varsity Five an der Iowa State University. Mitte der 1920er Jahre zog er nach Des Moines, wo er den Bandleader Frank Teschemacher kennenlernte. Mit ihm ging er nach Chicago und arbeitete dort mit ihm im Orchester von Charlie Pierce. Ende der 1920er Jahre tourte er in den Südstaaten mit Frank Quartells Band: Zurück in Chicago, trat Cless im Wig Wam Club auf und gehörte der Combo von Louis Panico an. In dieser Zeit spielte Cless vermehrt Saxophon und arbeitete auch außerhalb der Jazzszene in Clubgastspielen sowie als Klarinettenlehrer. Anfang der 1930er Jahre war er an Aufnahmen von Ted Lewis beteiligt.
1939 spielte er wieder vermehrt mit Jazzmusikern zusammen; so wirkte er an Muggsy Spaniers Aufnahmen für Bluebird mit. 1942 war er an Art Hodes Aufnahmen für Blue Note beteiligt; daneben arbeitete er mit Gene Krupa, Marty Marsala, Ed Farley, George Brunis, Wild Bill Davison, Bobby Hackett, James P. Johnson, Jack Teagarden und Mezz Mezzrow. 1944 wurde er Mitglied in Max Kaminskys Band, mit der er im New Yorker Pied Piper Club auftrat. Unter eigenem Namen nahm er noch 1944 in Quartettbesetzung für Black & White zwei 78er auf, wie die Nummern „Froggy Moore“ und „Have You Ever Felt That Way“. Seiner Band gehörte auch der Trompeter Sterling Bose an.
Rod Cless starb im Dezember 1944 an den Folgen eines Balkonsturzes. Er war ein Schwager von Bud Freeman.

## Diskografie
- Sittin' In
- The Funky Piano Of Art Hodes
- Art Hodes And His Chicagoans, The Best In 2 Beat
- The Complete Art Hodes Blue Note Sessions
- Relaxin' at the Touro
- At the Jazz Band Ball:Chicago/New York Dixieland
- The Great Sixteen
- Froggy Moore -b/w Have You Ever Felt That Way